# John Armstrong (écrivain et philosophe)
Pour les articles homonymes, voir John Armstrong et Armstrong.
John Armstrong est un écrivain et philosophe britannique vivant à Melbourne (Australie). Né à Glasgow, il a fait ses études à Londres et Oxford, puis a dirigé la chaire de philosophie à la School of Advanced Study de l'Université de Londres. John Armstrong a actuellement le titre de Philosopher in Residence à la Melbourne Business School et Senior Adviser auprès du vice-chancelier de l'Université de Melbourne. Il est l'auteur de plusieurs livres traitant de questions philosophiques.

## Travail philosophique
Le travail de John Armstrong couvre un large éventail de questions philosophiques qui va de l'art à la beauté et la civilisation. Il se concentre notamment sur le fait de retrouver d'anciennes manières de réfléchir en les appliquant de manière moderne. Les commentaires positifs des livres de J. Armstrong notent son style accessible et l'importance d'un intérêt nouveau pour les concepts dont il parle. Les critiques négatives tendent à lui reprocher son manque de sens de l'histoire et de l'ironie. Alain de Botton et lui sont amis proches.

« The general task of this book is to elaborate the style of attention which works of art solicit. The cultivation of such a style is of importance because it is in the quality of our engagement that the human worth of art is apparent—art matters in virtue of the kind of experience it invites the spectator into. There is no access to art except in private—in looking, thinking, feeling as we stand before an individual work. Cultivation requires that we draw upon our own resources of sensitivity, reverie and contemplation, our capacity to invest our ideals and interests in the process of looking. Without these we can only know about art as detached observers who look on without being able to participate (like seeing people share a joke others don't quite catch). »

— John Armstrong, Move Closer: An Intimate Philosophy of Art

« L'objet principal de ce livre est de décrire en détail le niveau d'attention que requiert le travail artistique. Une telle étude est importante car c'est le niveau de notre engagement qui donne sa véritable valeur humaine à l'art — ce qui donne sa valeur à l'art, c'est le type d'expérience qu'il invite le spectateur à vivre. Il n'existe pas de manière d'atteindre l'art autrement que de manière intime — par le regard, la pensée, l'émotion face à une œuvre d'art. L'éducation à l'art nous oblige à faire appel à nos propres ressources en matière de sensibilité, de rêverie, de contemplation, à notre capacité à projeter nos idéaux et nos intérêts par notre seul regard. Sans cela, nous sommes réduits à être des observateurs détachés regardant de l'art sans pouvoir y participer (comme des gens qui entendraient une blague sans la comprendre). »

## Civilisation
Dans ses travaux récents, John Armstrong s'est concentré sur le développement d'une description philosophique du concept de civilisation et sur son application au contexte des affaires modernes et des humanités. John Armstrong propose que la meilleure manière de penser l'apparition de la civilisation est de considérer la situation dans laquelle prospérités matérielle et spirituelle surgissent toutes deux et s'entretiennent. Il définit également la civilisation comme «le système vital apportant des relations de haute qualité entre les individus, les idées, les objets».